# عین تموشنت
عین تموشنت یکی از شهرهای الجزایر و مرکز استان عین تموشنت این کشور است.